# Mary Phelps Jacob

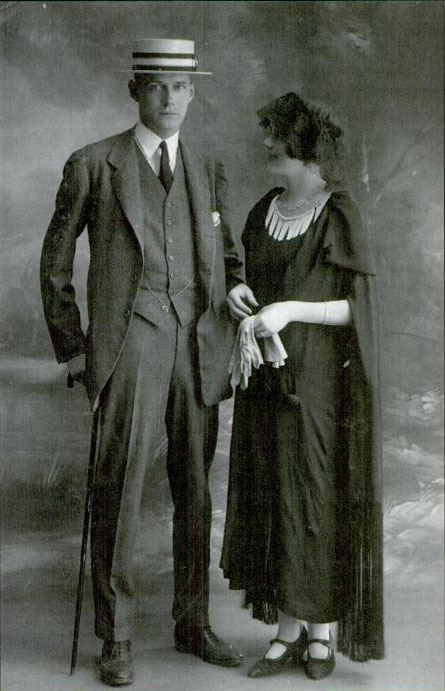
Harry und Caresse Crosby kurz nach ihrer Heirat in Paris (September 1922)

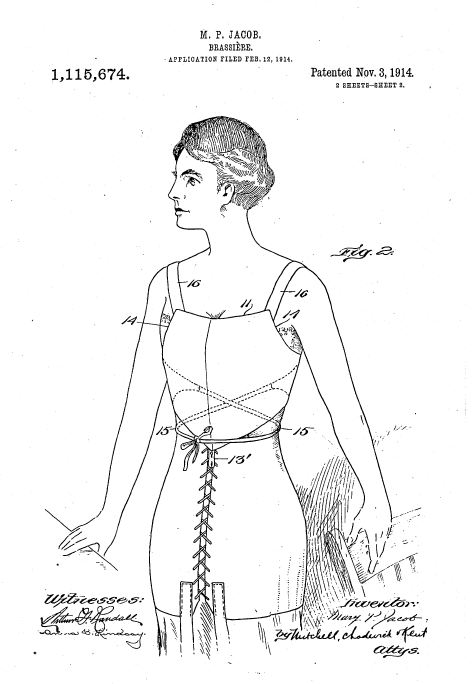
Der 1914 patentierte BH von Phelps

Mary Phelps Jacob, ab 1924 Caresse Crosby (* 20. April 1891 in New Rochelle, New York; † 24. Januar 1970 in Rom) war eine New Yorker Prominente, die 1910 einen Büstenhalter erfand, der große Akzeptanz fand. Sie war Verlegerin, Schriftstellerin und setzte sich für Frauenrechte ein.

## Leben
Mary Phelps Jacob war die älteste Tochter von William Hearns Jacob und Mary Phelps. Sie hatte zwei Brüder, Leonard und Walter „Bud“ Phelps. Ihre Vorfahren entstammten einer bedeutenden Kolonial-Familie in Neuengland. Sie besuchte die Privat-Schulen Chapin School in New York City und Choate Rosemary Hall in Wallingford.
Im Jahr 1915 heiratete sie Richard Peabody. Aus dieser Ehe gingen zwei Kinder, William Jacob (* 4. Februar 1916) und Poleen Wheatland (* 12. August 1917), hervor. Ihr Mann schloss sich der Bostoner Bürgerwehr an und kämpfte später im Ersten Weltkrieg. Nach dem Krieg wurde ihr Mann Alkoholiker und das Paar lebte sich auseinander.
Mary lernte im Jahr 1920 den Dichter Harry Crosby kennen. Sie trennte sich von ihrem Ehemann und heiratete Crosby am 9. September 1922. An Bord der Aquitania zog sie mit ihren beiden Kindern aus erster Ehe nach Paris, wo ihr Mann in einer familieneigenen Bank arbeitete. Aufgrund ihrer Vorliebe für Rennpferde erwarben sie in Frankreich einen privaten Pferderennstall. Im Jahr 1924 änderte Mary ihren Vornamen in Caresse.
Caresse veröffentlichte den Gedichtband Crosses of Gold (1925) und das Buch Graven Images (1926). Im Jahr 1927 gründete das Ehepaar in Paris den Verlag Black Sun Press, der englischsprachige Bücher in Kleinauflagen verlegte.
Ihr Mann Harry Crosby hatte in Paris viele Affären, unter anderem mit der zwanzigjährigen Josephine Noyes Rotch. Trotzdem blieb ihm Caresse treu. Am 10. Dezember 1929 begingen Harry Crosby und Josephine zusammen Suizid. Beide fühlten sich zum Tod hingezogen.
Nach dem Tod ihres Mannes führte Caresse Crosby den Verlag alleine weiter. Später leitete sie eine Kunstgalerie in Washington, D.C. und gründete eine Literaturzeitschrift. Caresse Crosby starb am 24. Januar 1970 an einer Lungenentzündung in Rom.

## Erfindung
Es waren schon vor 1914 BHs erfunden worden, die jedoch nur regionale Verbreitung fanden. An den seinerzeit verbreiteten Korsetts störte Jacob, dass das Fischbein unter dem Stoff ihres Abendkleids hervorschien. Zusammen mit ihrem Dienstmädchen schneiderte sie aus zwei seidenen Taschentüchern und rosa Bändern ihren BH. Dieser fand zunächst reißende Nachfrage. Am 12. Februar 1914 meldete sie ihren rückenfreien Büstenhalter zum Patent an, das sie am 3. November erhielt.
Da das Geschäft mit ihren Caresse Crosby Brassières nicht so gut lief wie erwartet, verkaufte sie das Patent für 1500 $ an die Warners Brothers Corset Company in Bridgeport. 1917, während des Ersten Weltkriegs, forderte Bernard Baruch die amerikanischen Frauen auf, von Korsetts auf BHs umzusteigen, um kriegsentscheidendes Material freizumachen.

## Werke
- Crosses of Gold. Éditions Narcisse, Paris, 1925.
- Graven Images. Houghton Mifflin, Boston, 1926.
- Painted Shores. Black Sun Press, Paris, 1927.
- The Stranger. Black Sun Press, 1927.
- Impossible Melodies. Black Sun Press, 1928.
- Poems for Harry Crosby. Black Sun Press, 1930.
- The Passionate Years. Dial Press, 1953.